# Ibán Salvador
Iván Salvador Edú dit Iban Salvador, né le 11 décembre 1995 à L'Hospitalet de Llobregat en Espagne, est un footballeur international équatoguinéen. Il évolue au poste d'attaquant.

## Biographie

### En sélection nationale
Il dispute sa première compétition internationale lors de la Coupe d'Afrique des nations 2015 organisée dans le pays de ses ancêtres. Le 27 décembre 2021, il est retenu par le sélectionneur Juan Micha afin de participer à la Coupe d'Afrique des nations 2021 organisée au Cameroun. En décembre 2023, il est retenu dans la liste des vingt-sept joueurs équatoguinéens sélectionnés pour disputer la Coupe d'Afrique des nations 2023. Il marque un but pour le premier match de la phase de groupe de son équipe face au Nigéria, ce qui leur permet de faire nul.  